# ويلي دي فيت
ويلي دي فيت (مواليد 13 يونيو 1961) هو ملاكم كندي، مثّل بلاده في الألعاب الأولمبية الصيفية 1984.

## روابط خارجية
ويلي دي فيت على موقع بوكس ريك (الإنجليزية) (registration required)
- ويلي دي فيت على موقع اللجنة الأولمبية الدولية (الإنجليزية)
- ويلي دي فيت على موقع أوليمبيديا (الإنجليزية)
- ويلي دي فيت على موقع اللجنة الأولمبية الكندية (الإنجليزية)
- ويلي دي فيت على موقع اتحاد ألعاب الكومنولث (مؤرشف) (الإنجليزية)